# Fosse canine
La fosse canine est une dépression osseuse située sur la face antérieure du corps du maxillaire au-dessous du foramen orbitaire.
Elle donne insertion au muscle élévateur de l'angle de la bouche.